# Zágoni Balázs
Zágoni Balázs (Kolozsvár, 1975. december 12. –) erdélyi magyar író, filmrendező, filmkritikus, szerkesztő, egyetemi oktató, Zágoni Attila (1945) és Zágoni Olga (1948) fia, testvére Zágoni Bálint (1982).

## Életútja
Szülővárosában, a Báthory István Elméleti Líceumban érettségizett (1994), majd a BBTE filozófia szakán szerzett oklevelet (2000). 1999-től, az alapítás pillanatától külső munkatársa a Krónika c. erdélyi közéleti napilapnak, ahol filmkritikákat, glosszákat, esszéket és interjúkat közöl. Alapítója és 2000-től szerkesztője a Filmtett mozgóképes havilapnak. 2009-től 2017-ig a Koinónia Könyvkiadó vezetője, 2019-től a BBTE Színház és Film Karának főállású oktatója.[forrás?]
Írásai jelennek meg a Korunkban, az Erdélyi Riportban és a magyarországi Iskolakultúrában. 2002 decembere óta rendszeresen közöl meséket a Szivárvány, ill. a Kis Tükör hasábjain, ezek egy részét fogja kötetbe a Barni könyve c. meséskönyvben. A könyv kisfiú hőse a mesékben sorra ismerkedik meg tárgyakkal, emberekkel, helyzetekkel, miközben kirajzolódik egy sajátos, gyermeki látásmód szerint formálódó világ.
Kitalálója, sorozatszerkesztője és egyik szerzője a Jánosi Andrea rajzaival megjelenő Kincses Képeskönyv című várostörténeti gyermekkönyvsorozatnak.

## Könyvei
- Barni könyve (Kolozsvár, 2005)
- Kincses Képeskönyv: Kolozsvár (Kolozsvár, 2007)
- Kincses Képeskönyv: Marosvásárhely (Kolozsvár, 2008)
- Barni Berlinben (Kolozsvár, 2008)
- Barni és a lányok (Kolozsvár, 2009)
- Kincses Képeskönyv: Visegrád (Kolozsvár, 2009)
- Barniék tele. Mesék, (Kolozsvár, 2011)
- Cartea comoară Tîrgu-Mureş (Kincses képeskönyv – Marosvásárhely); románra ford. Mocioi Kinga; Projectograph, Cluj [Kolozsvár], 2013
- Erdélyi gyermekenciklopédia. Mindennapi életünk; Koinónia, Kolozsvár, 2013
- Kincses Képeskönyv. Székesfehérvár (Kolozsvár, 2013)
- Kincses képeskönyv – Marosvásárhely; 2. jav. kiad.; Projectograph, Kolozsvár, 2015
- Kolozsvári mesék; Koinónia, Cluj [Kolozsvár], 2015
- Barni könyve; Koinónia, [Kolozsvár], 2017
- A gömb; Móra, Budapest, 2018 (Fekete fény)
- A Mary Rose-incidens; Koinónia, Kolozsvár, 2018
- Odaát; Móra, Budapest, 2019 (Fekete fény)
- Irány a suli! Koinónia, Kolozsvár, 2021
- Karácsonyi kitérő; Móra, Budapest, 2021
- Szamos-parti Hollywood; Pagony, Budapest, 2022 (Abszolút töri)

## Dokumentumfilmjei
- Fűszál a nagyszínpadon (2004)
- Képzelt forradalom avagy Osztrák-Magyar Románia (2005)
- A püspök reggelije (2018)

## Díjai
- Aranyvackor – Móra könyvkiadó különdíja, 2009
- Marosvásárhelyi Nemzetközi Könyvvásár Szép Könyv díj, 2007, 2019
- Az év könyve –  Transindex (A Gömb), 2018
- Erdélyi Magyar Kortárs Kultúráért Díj, 2019
- Az év ifjúsági írója – HUBBY, 2019